# Yūko Fueki
 (mai 2025).
Si vous disposez d'ouvrages ou d'articles de référence ou si vous connaissez des sites web de qualité traitant du thème abordé ici, merci de compléter l'article en donnant les références utiles à sa vérifiabilité et en les liant à la section « Notes et références ».
Yūko Fueki (笛木 優子) est une actrice japonaise née le 21 juin 1979 à Tokyo.

## Biographie
Elle est aussi connue en Corée sous le pseudonyme de Yoo Min.
En 2005, des scènes de nudité dans le film Sinseolguk ont provoqué un scandale, la sortie du film en Corée a été suspendue.

## Filmographie

### Cinéma
- 2001 : Le Chemin des lucioles : Young Tomoko Yamaoka
- 2001 : Shin yukiguni : 'Geisha' Moeko
- 2003 : Jump : Miharu Nagumo
- 2004 : Hoteru bînasu : Mother (on Photograph)
- 2005 : Cheong yeon : Masako Kibe (en tant que Yumin)
- 2006 : Apateu : Sucide woman at subway (en tant que Min Yoo)
- 2007 : Tsukigami : Yae
- 2009 : Teukbyeolshi saramdeul
- 2010 : Meon
- 2011 : Marrying the Mafia 4: Family Ordeal : Japanese Announcer
- 2012 : Gamunui yeonggwang 5: Gamunui Gwihan : Dae-Seo's Secretary
- 2013 : Machiisha Jumbo!! : Reiko satonaka
- 2013 : Otasukeya Jinpachi : Hinako
- 2013 : Otenki oneesan : Ran
- 2014 : Furiko : Kyoko
- 2014 : Jûisan jiken desuyo
- 2014 : Sairento pua
- 2014 : Suteki na Sen Taxi
- 2015 : Kabukimono: Keiji
- 2015 : Zannen na otto : Kaori oishi
- 2016 : Doctor Car
- 2016 : Jûjika
- 2016 : Kagerô no Tsuji: Kengô fukkatsu! - Inemuri Iwane Edo Zôshi
- 2016 : Keishichô sôsa Ikkachô
- 2016 : Medical Team: Lady Da Vinci no Shindan
- 2017 : Bushi no tamashii
- 2017 : Jûyô sankônin tantei
- 2017 : Okusama wa toriatsukai chûi
- 2017 : Tachibana Noboru Seishun Tebikae
- 2017 : You Are Tender When It Rains
- 2018 : The Travelling Cat Chronicles

### Télévision

#### Séries télévisées
- 2000 : Tenki yohou no koibito
- 2003 : All In
- 2005 : Bul lyang joo boo : Park Yoo Jin (2005)
- 2006 : Atenshon purîzu : Kaoru Asou / Kaoru Asô
- 2007 : Hotelier
- 2007 : Kagerou no tsuji: Inemuri iwane edo zoushi : Nao
- 2007 : Warui yatsura : Makimura Takako
- 2008 : Shôni kyûmei : Yayoi katagiri
- 2009 : Rescue: Tokubetsu kôdo kyûjotai : Asuka Mizuno
- 2009-2013 : Ailiseu : Rie / Erica Sato
- 2011 : Doctors: Saikyô no meii : Matsumura Kaoru
- 2011 : Sakura shinjuu : Sakurako
- 2011 : Shijuukunichi no reshipi
- 2011 : Sumâto raunji : Elle-même
- 2011 : The After-Dinner Mysteries : Teshirogi Mizuho
- 2012 : Deka Kurokawa Suzuki : Chihiro
- 2012 : Hidamari no ki
- 2012 : Kyôto chiken no onna
- 2013 : Doctor X ~ Gekai Daimon Michiko ~ : Terui Tamao
- 2014 : Kodoku no gurume
- 2015 : Aibô
- 2015 : Kasôken no onna

#### Téléfilms
- 2008 : Atenshon purîzu supesharu: Ôsutoraria Shidonî hen : Kaoru Asô
- 2008 : Geisha Koharu Nê san funtôki 5: Wakaremai satsujin jiken
- 2010 : Osaka Love & Soul: kono kuni de ikiru koto
- 2011 : 34 jikan genki TV : Elle-même
- 2011 : Kansatsui Nanaura Sayoko- Hôigakusha no jiken profile : Haruna yoshida
- 2011 : Kansatsui Shichiura Sayoko- Hôigakusha no jiken profile : Haruna yoshida
- 2012 : Dr. Kadokura Shuuhei no jiken karute
- 2012 : Yamehan Shindô Kensuke koroshi no jikenbo 2 : Asako takeuchi
- 2013 : Reverse: Keishichô Sôsa Ikka Team Z : Reiko sawatari
- 2013 : SP - Keishichô Keigoka 3 : Kamata
- 2014 : Hangeki! : Elle-même
- 2014 : Sakamichi no ie
- 2014 : Tsuyoki ari
- 2015 : Chûzai Keiji 2
- 2015 : Meitantei Catherine : Maiko ogawa
- 2017 : Kagerô no Tsuji Finale: Inemuri Iwane Edo Zôshi